# Medal „Plus ratio quam vis”
Medal „Plus ratio quam vis” – pamiątkowe odznaczenie dla zasłużonych dla Uniwersytetu Jagiellońskiego, przyznawane od 1997 roku.

## Historia
Pierwszy medal otrzymał z okazji 600-lecia odnowienia wszechnicy przez św. Jadwigę Andegaweńską i króla Władysława Jagiełłę papież Jan Paweł II w 1997 roku. Sentencja zdobiąca medal pochodzi z „Elegii” łacińskiego poety z VI wieku Maximianusa. Oznacza w tłumaczeniu na język polski: Więcej znaczy rozum, niż siła. Cytat ten znajduje się na jednym z portali w Collegium Maius w Krakowie. Odznaczenie przyznaje rektor z własnej inicjatywy lub na wniosek innych instytucji uniwersyteckich wymienionych w „Regulaminie przyznawania medalu”. Istnieją trzy odmiany medalu: złota, srebrna i brązowa. By przyznać wersję złotą rektor musi zasięgnąć opinię Konwentu Godności Honorowych.
Autorką projektu medalu była rzeźbiarka Anna Zbysława Praxmayer.

## Lista uhonorowanych
Medalem nagrodzono kilkadziesiąt osób:
| Rok  | nagrodzeni |
| ---- | --- |
| 1997 | Jan Paweł II |
| 2005 | prof. Franciszek Ziejka |
| 2006 | Zbigniew Bąk, prof. Andrzej Fuliński, prof. Peter Hänggi, prof. Charles Michael Gibson, prof. Valentin Fuster, dr Maria Długołęcka-Graham, prof. John Savill, prof. Fernando Cabieses, Muzeum Żup Krakowskich w Wieliczce |
| 2007 | prof. Hans Joachim Mayer, prof. Andrew Kingsnorth, prof. Robert Kozol, prof. Philip E. Donahue, dr Luis F. Cercos Garcia, prof. Wiesław Kozub-Ciembroniewicz, prof. Stanisław Waltoś, prof. Andrzej Pelczar, Akademia Wychowania Fizycznego w Krakowie, Bałtycki Uniwersytet Federalny im. Immanuela Kanta w Królewcu, prof. Stanisław Stabryła, prof. Antoni Czupryna, prof. Władysław Stróżewski, Alfonso de Ceballos-Escalera y Gila                                                                        |
| 2008 | Wydział Prawa i Administracji Uniwersytetu Warszawskiego, Georgi Sedefczow Pyrwanow, prof. Elżbieta Muskat-Tabakowska, dr Andrij Michajlowicz Bojko, Lwowski Uniwersytet Narodowy im. Iwana Franki, Wydział Prawa Uniwersytetu im. Iwana Franka we Lwowie, dr James D. Watson, Anibal Cavaco Silva, Uniwersytet Sofijski im. św. Klemensa z Ochrydy, prof. Lucjan Jarczyk, dr Cristian Samper, prof. Andrzej Rabczenko, dr Ruth Selig                                                                          |
| 2009 | prof. Jacek Chądzyński, prof. Jacek Dubiel, prof. Wiesława Piwowarska, prof. Jerzy Sadowski, prof. Wiesława Tracz, prof. Krzysztof Żmudka, prof. Kalina Kawecka-Jaszcz, prof. Jacek Lelakowski, prof. Nuel D. Belnap, Piotr Jan Nurkowski, Uniwersytet Toruński, Wu Yi, prof. Roman Seer, prof. Ralf-Jürgen Dettmar, prof. Gerhard Binder, prof. Hans-Jürgen Diller, prof. Albert Würflinger, prof. Klaus Goeke, prof. Walter Glöckle                                                                          |
| 2010 | prof. Adam Torbicki, prof. Tomasz Grodzicki, prof. Piotr Podolec, dr Grzegorz Kopeć, mgr inż. Jerzy Boruta |
| 2011 | prof. Józef Siciak, dr Marek Szypulski, lek. med. Andrzej Ryś, mgr Grażyna Wójcik, dr hab. Helena Lenartowicz, dr hab. Danuta Dyk, dr hab. Maria Szewczyk, prof. Irena Wrońska, prof. Stanoja Stoimenov, prof. Marcela Świątkowska, prof. Jacek Majchrowski, Joachim Gollwitzer, prof. Andrzej Białas, Uniwersytet Minzu w Pekinie, Valéry Giscard d’Estaing, Michelangelo Baracchi Bonvicini, prof. Adam Bielański, prof. Stanisław Hodorowicz, prof. Zofia Stasicka, prof. Adam Juszkiewicz, Krzysztof Ducal |
| 2012 | Helen Piszek Nelson, prof. Karol Musioł, prof. Stanisław Palka, prof. Zofia Włodek, prof. Henryk Markiewicz, Elżbieta Lęcznarowicz, dr Zbylut Twardowski, James Tattersall, prof. Olgierd Smoleński, prof. Henryk Gaertner, prof. Reinhard Mußgnug, Allen Greenberg, prof. Andrzej Zoll |
| 2013 | prof. Martin Schauer, prof. Jürgen Wahrendorf, University of St Andrews, prof. Anna Medwecka-Kornaś, Alojzy Baron, dr hab. Włodzimierz Siedlik, prof. dr hab. Maria Szewczyk, Henryk Wolff-Zdzienicki |
| 2014 | Teresa Chylińska, dr Frederic Skalny, prof. Sebastian Kortmann, prof. Jacek Pietrzyk, prof. Jerzy Sadowski, prof. Piotr Sztompka, prof. Wojciech Froncisz, prof. Maria Julia Rybak, José Manuel Barroso, prof. Hendrik Schenk, dr Robert Gwadz, prof. Yukihiro Ozaki |
| 2015 | Zofia Gołubiew, prof. Kazimierz Bodek, prof. Igor Gościński, prof. Teresa Walas, prof. Jerzy Wyrozumski, prof. Antoni Jackowski, prof. Ottmar Schneck, prof. Bernard Maciejewski-Wittan, prof. Stephan Höfer, prof. Adam Wsiołkowski |
| 2016 | prof. Adam Małkiewicz, ks. prof. Michał Heller, Andrzej Wajda, prof. Thomas Spray, prof. Antoni Basta, prof. Dov Aleksandrowicz, Rita Pagacz-Moczarska, prof. Daniel Zarzycki, prof. Zbigniew Majka, Uniwersytet w Heidelbergu |
| 2017 | prof. Alfred Reroń, Yohei Sasakawa, prof. Leah Wortham, Jerzy Owsiak, prof. J. Miguel Rubi, prof. Katja Lindenberg, prof. Jerzy Jarzębski |
| 2018 | prof. Jan Ostrowski, dr Marek Budner, prof. Zbigniew Chłap, prof. Juliusz Łuciuk, prof. Kazimierz Wiech |
| 2019 | prof. John D. Simon, Szkoła Języka i Kultury Polskiej UJ, szejk doktor Sultan III ibn Muhammad al-Kasimi |
| 2020 | Frédéric de Touchet, prof. Adrienne Körmendy, prof. Wojciech Nowak, ks. Adam Boniecki |
| 2021 | prof. Andrzej Chwalba, prof. Krystyna Dyrek |
| 2022 | Złotym medalem: prof. Janusz Skalski; srebrnymi medalami: prof. Sven Ekdahl, prof. Julian Dybiec, dr Alicja Adamczak, prof. Andrzej Mania, prof. Beata Tobiasz-Adamczyk, prof. Piotr Krasny, prof. Ryszard Nycz, prof. Tomasz Grodzicki |
| 2023 | Srebrnymi medalami: prof. Krzysztof Zamorski, prof. Alicja Hubalewska-Dydejczyk, prof. Piotr Jan Chełkowski |
| 2024 | Złotym medalem: prof. Adam Strzembosz |
| 2025 | Srebrnym medalem: prof. Krzysztof Ożóg |